# Warhol superstars

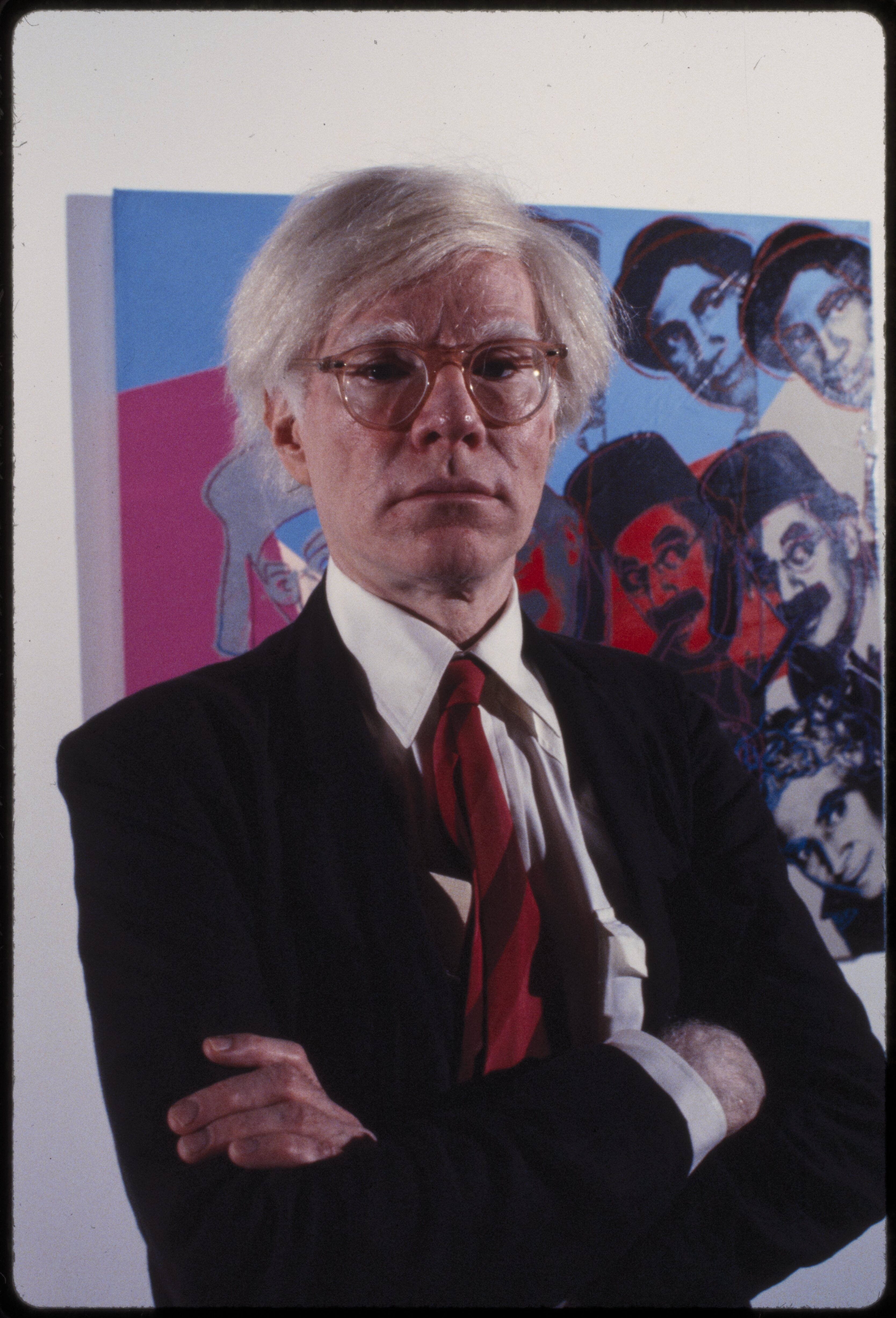
Andy Warhol

Warhol superstars byla skupina lidí v New Yorku, která se během šedesátých a sedmdesátých let 20. století pohybovala kolem Andyho Warhola. Členové hráli ve Warholových filmech a byly předměty jeho fotografií a obrazů.

## Seznam Warholových superstars
| Jméno                | Narozen(a)         | Zemřel(a)                   |
| -------------------- | ------------------ | --------------------------- |
| Paul America         | 25. února 1944     | 19. října 1982 (38 let)     |
| Pat Ast              | 21. října 1941     | 3. října 2001 (59 let)      |
| Susan Bottomly       | 1. října 1949      | žije                        |
| Brigid Polk          | 6. září 1939       | 17. července 2020 (80 let)  |
| Jackie Curtis        | 19. února 1947     | 15. května 1985 (38 let)    |
| Richard Bernstein    | 31. října 1939     | 18. října 2002 (62 let)     |
| Joe Dallesandro      | 31. prosince 1948  | žije                        |
| Candy Darling        | 24. listopadu 1944 | 21. března 1974 (29 let)    |
| Eric Emerson         | 23. června 1945    | 28. května 1975 (29 let)    |
| Andrea Feldman       | 1. dubna 1948      | 8. srpna 1972 (24 let)      |
| Patrick Fleming      | 1943               | 27. prosince 2018           |
| Cyrinda Foxe         | 22. února 1952     | 7. září 2002 (50 let)       |
| Bibbe Hansen         | 1952               | žije                        |
| Fred Herko           | 23. února 1936     | 27. října 1964 (28 let)     |
| Jane Holzer          | 23. října 1940     | žije                        |
| Naomi Levine         | 24. června 1939    | 25. května 2007 (67 let)    |
| Gerard Malanga       | 20. března 1943    | žije                        |
| Taylor Mead          | 31. prosince 1924  | 8. května 2013 (88 let)     |
| Mario Montez         | 20. července 1935  | 26. září 2013 (78 let)      |
| Billy Name           | 22. února 1940     | 18. července 2016 (76 let)  |
| Ivy Nicholson        | 22. února 1933     | 25. října 2021 (88 let)     |
| Nico                 | 16. října 1938     | 18. července 1988 (49 let)  |
| Darius Margalith     | ???                | ???                         |
| Edie Sedgwick        | 20. dubna 1943     | 16. listopadu 1971 (28 let) |
| Elektrah Lobel       | ???                | květen 2016                 |
| Ondine               | 16. června 1937    | 28. srpna 1989 (52 let)     |
| Jack Smith           | 14. listopadu 1932 | 25. září 1989 (56 let)      |
| Ingrid Superstar     | ???                | ???                         |
| Ultra Violet         | 6. září 1935       | 14. června 2014 (78 let)    |
| Viva                 | 23. srpna 1938     | žije                        |
| Chuck Wein           | 24. března 1939    | 18. března 2008 (68 let)    |
| Holly Woodlawn       | 26. října 1946     | 6. prosince 2015 (69 let)   |
| Mary Woronov         | 8. prosince 1943   | žije                        |
| Louis Waldon         | 16. prosince 1934  | 6. prosince 2013 (78 let)   |
| Pat Hartley          | 19. listopadu 1945 | ???                         |
| Ceara Parkes         | ???                | ???                         |
| Abigail Rosen        | ???                | ???                         |
| Allen Midgette       | 2. února 1939      | 16. června 2021 (82 let)    |
| Dorothy Dean         | 22. prosince 1932  | 13. února 1987 (54 let)     |
| John Giorno          | 4. prosince 1936   | 12. října 2019 (83 let)     |
| Jane Forth           | 1953               | žije                        |
| Mark Lancaster       | ???                | ???                         |
| Patrick Tilden Close | 1. června 1948     | 15. února 1988 (39 let)     |
| Valerie Solanas      | 9. dubna 1936      | 26. dubna 1988 (52 let)     |